# Rivières (Charente)
Rivières (okzitanisch: Rivieras) ist eine französische Gemeinde mit 2023 Einwohnern (Stand: 1. Januar 2022) im Département Charente in der Region Nouvelle-Aquitaine. Sie gehört zum Arrondissement Angoulême und zum Kanton Val de Tardoire. Die Einwohner werden Riviérois genannt.

## Lage
Rivières liegt etwa 18 Kilometer nordöstlich von Angoulême am Fluss Tardoire in der Kulturlandschaft des Angoumois. Durch die Gemeinde fließt auch der Bandiat. Umgeben wird Rivières von den Nachbargemeinden Agris im Nordwesten und Norden, Les Pins im Norden, Taponnat-Fleurignac im Nordosten und Osten, La Rochefoucauld-en-Angoumois im Südosten und Süden sowie Brie im Südwesten und Westen.
Durch die Gemeinde führt die Route nationale 141.

## Bevölkerungsentwicklung
| Jahr                       | 1962 | 1968 | 1975 | 1982 | 1990 | 1999 | 2006 | 2012 | 2019 |
| Einwohner                  | 1050 | 1106 | 1212 | 1484 | 1587 | 1737 | 1894 | 1882 | 1996 |
| Quellen: Cassini und INSEE |      |      |      |      |      |      |      |      |      |

## Sehenswürdigkeiten
- Romanische Kirche Saint-Cybard aus dem 12. Jahrhundert, im 15. Jahrhundert umgebaut, seit 1948 Monument historique
- Herrenhaus Ribérolles, seit 2010 Monument historique

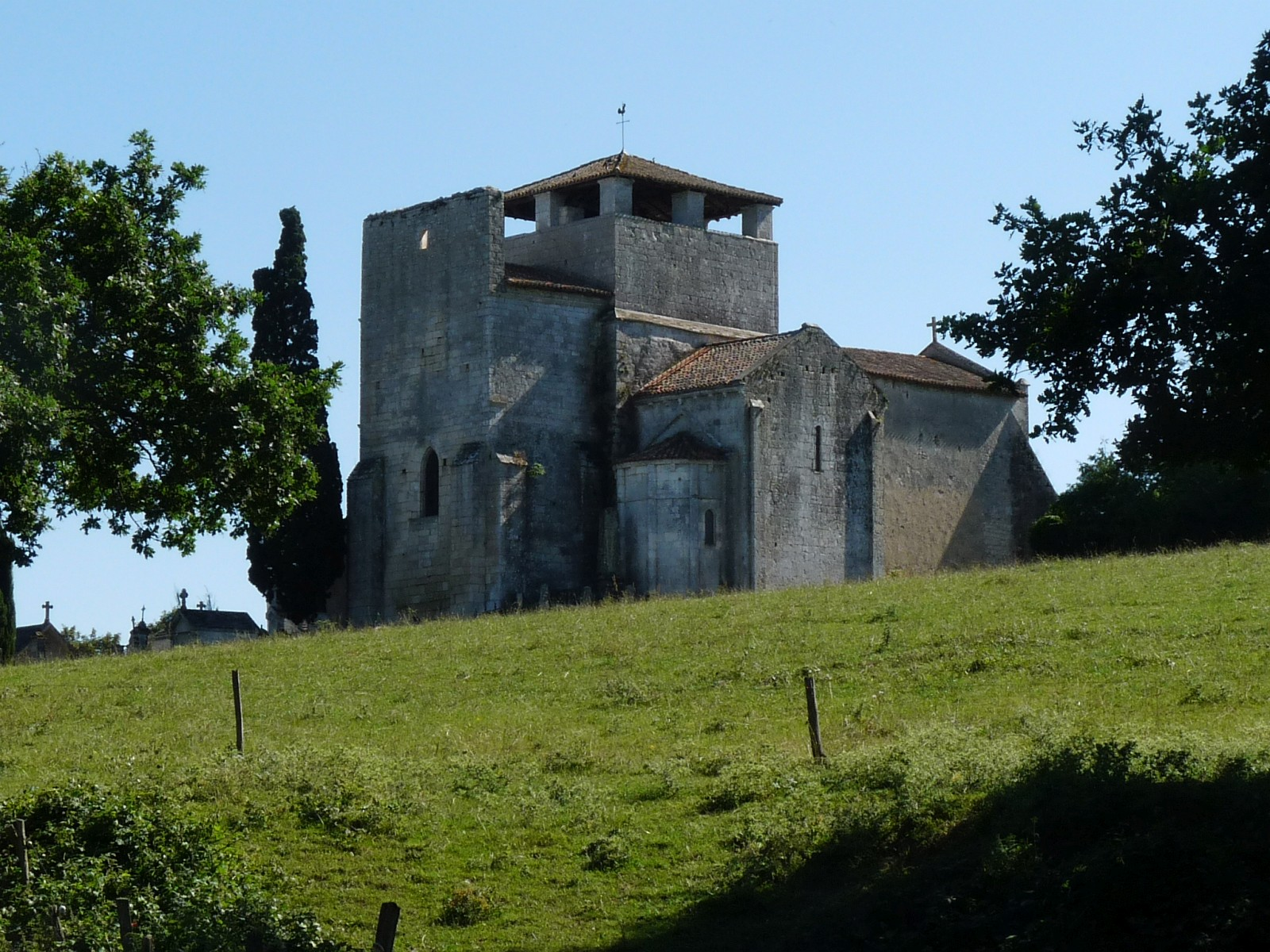
Kirche Saint-Cybard
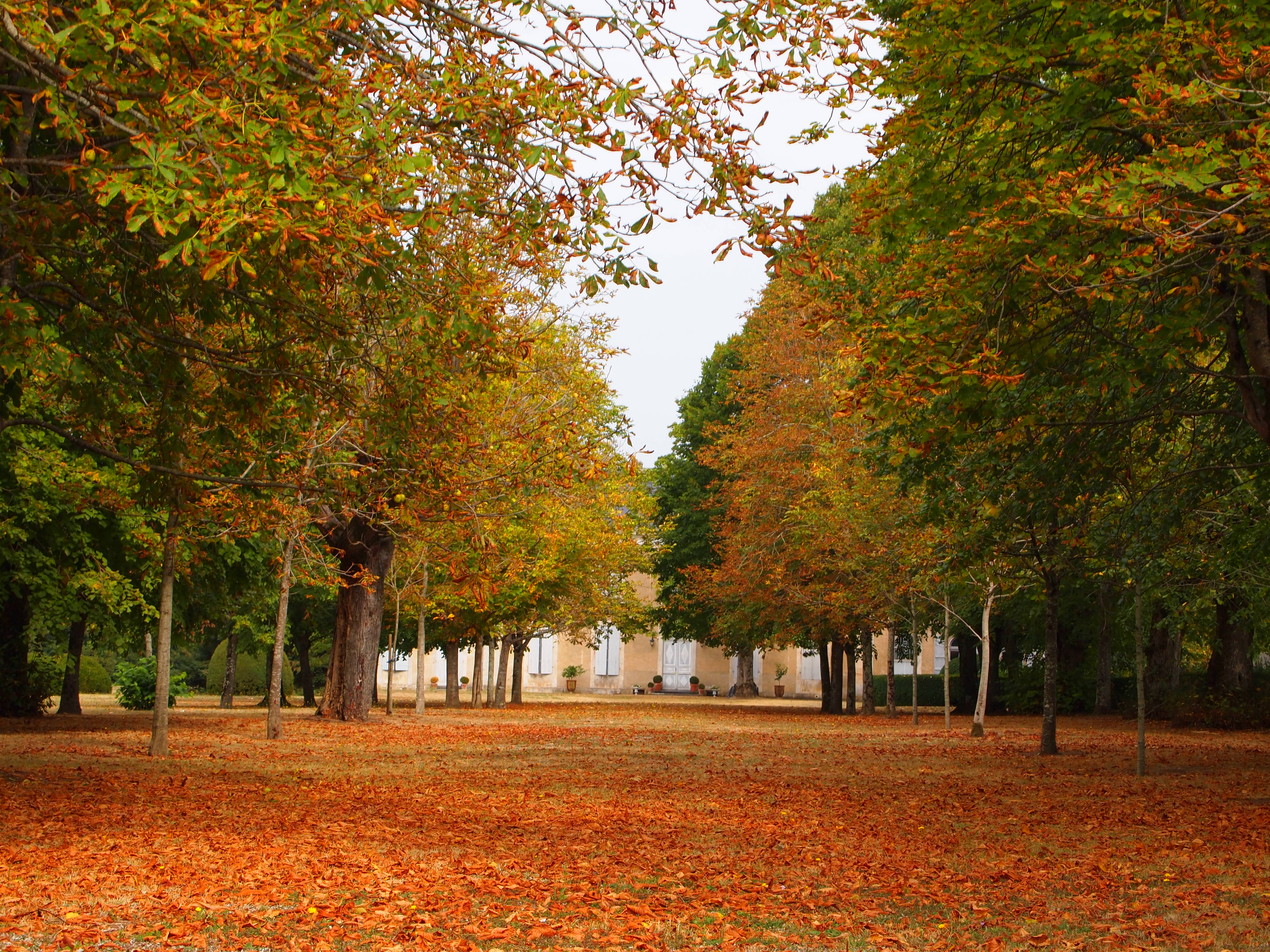
Herrenhaus Riberolles